# Voleibol sentado nos Jogos Paralímpicos de Verão de 2008 - masculino
O torneio de Voleibol sentado - masculino nos Jogos Paraolímpicos de Verão de 2008 será disputado entre 7 de setembro e 15 de setembro. As partidas serão realizadas no Ginásio da Universidade de Agricultura da China, em Pequim, na China.

## Primeira fase

### Grupo A
| Pos. | Equipe     | Pontos | V | D | PM  | PS  | PM/PS | SV | SD | SV/SD |
| ---- | ---------- | ------ | - | - | --- | --- | ----- | -- | -- | ----- |
| 1    | BRA Brasil | 0      | 0 | 0 | 000 | 000 | 0.000 | 0  | 00 | 0.000 |
| 2    | EGY Egito  | 0      | 0 | 0 | 000 | 000 | 0.000 | 0  | 00 | 0.000 |
| 3    | IRI Irã    | 0      | 0 | 0 | 000 | 000 | 0.000 | 0  | 00 | 0.000 |
| 4    | JPN Japão  | 0      | 0 | 0 | 000 | 000 | 0.000 | 0  | 00 | 0.000 |

| 7 de Setembro, 2008 | Irã                           |  | Japão | Ginásio da Universidade de Agricultura da China |
| 7 de Setembro, 2008 | Set 1 Set 2 Set 3 Set 4 Set 5 |  |       | Ginásio da Universidade de Agricultura da China |

| 7 de Setembro, 2008 | Egito                         |  | Brasil | Ginásio da Universidade de Agricultura da China |
| 7 de Setembro, 2008 | Set 1 Set 2 Set 3 Set 4 Set 5 |  |        | Ginásio da Universidade de Agricultura da China |

| 8 de Setembro, 2008 | Irã                           |  | Brasil | Ginásio da Universidade de Agricultura da China |
| 8 de Setembro, 2008 | Set 1 Set 2 Set 3 Set 4 Set 5 |  |        | Ginásio da Universidade de Agricultura da China |

| 9 de Setembro, 2008 | Irã                           |  | Egito | Ginásio da Universidade de Agricultura da China |
| 9 de Setembro, 2008 | Set 1 Set 2 Set 3 Set 4 Set 5 |  |       | Ginásio da Universidade de Agricultura da China |

| 9 de Setembro, 2008 | Brasil                        |  | Japão | Ginásio da Universidade de Agricultura da China |
| 9 de Setembro, 2008 | Set 1 Set 2 Set 3 Set 4 Set 5 |  |       | Ginásio da Universidade de Agricultura da China |

| 10 de Setembro, 2008 | Egito                         |  | Japão | Ginásio da Universidade de Agricultura da China |
| 10 de Setembro, 2008 | Set 1 Set 2 Set 3 Set 4 Set 5 |  |       | Ginásio da Universidade de Agricultura da China |

### Grupo B
| Pos. | Equipe                   | Pontos | V | D | PM  | PS  | PM/PS | SV | SD | SV/SD |
| ---- | ------------------------ | ------ | - | - | --- | --- | ----- | -- | -- | ----- |
| 1    | BIH Bósnia e Herzegovina | 0      | 0 | 0 | 000 | 000 | 0.000 | 0  | 00 | 0.000 |
| 2    | CHN China                | 0      | 0 | 0 | 000 | 000 | 0.000 | 0  | 00 | 0.000 |
| 3    | IRQ Iraque               | 0      | 0 | 0 | 000 | 000 | 0.000 | 0  | 00 | 0.000 |
| 4    | RUS Rússia               | 0      | 0 | 0 | 000 | 000 | 0.000 | 0  | 00 | 0.000 |

| 7 de Setembro, 2008 | Bósnia e Herzegovina          |  | China | Ginásio da Universidade de Agricultura da China |
| 7 de Setembro, 2008 | Set 1 Set 2 Set 3 Set 4 Set 5 |  |       | Ginásio da Universidade de Agricultura da China |

| 8 de Setembro, 2008 | Rússia                        |  | China | Ginásio da Universidade de Agricultura da China |
| 8 de Setembro, 2008 | Set 1 Set 2 Set 3 Set 4 Set 5 |  |       | Ginásio da Universidade de Agricultura da China |

| 8 de Setembro, 2008 | Bósnia e Herzegovina          |  | Iraque | Ginásio da Universidade de Agricultura da China |
| 8 de Setembro, 2008 | Set 1 Set 2 Set 3 Set 4 Set 5 |  |        | Ginásio da Universidade de Agricultura da China |

| 9 de Setembro, 2008 | Iraque                        |  | Rússia | Ginásio da Universidade de Agricultura da China |
| 9 de Setembro, 2008 | Set 1 Set 2 Set 3 Set 4 Set 5 |  |        | Ginásio da Universidade de Agricultura da China |

| 10 de Setembro, 2008 | Rússia                        |  | Bósnia e Herzegovina | Ginásio da Universidade de Agricultura da China |
| 10 de Setembro, 2008 | Set 1 Set 2 Set 3 Set 4 Set 5 |  |                      | Ginásio da Universidade de Agricultura da China |

| 10 de Setembro, 2008 | Iraque                        |  | China | Ginásio da Universidade de Agricultura da China |
| 10 de Setembro, 2008 | Set 1 Set 2 Set 3 Set 4 Set 5 |  |       | Ginásio da Universidade de Agricultura da China |

## Segunda fase
|  | Semifinais                                            | Semifinais                                            |  |                                                       | Semi-final                                            | Semi-final |  |
|  |                                                       |                                                       |  |                                                       |                                                       |            |  |
|  | 12 Set, 2008 - Ginásio da Universidade de Agricultura |                                                       |  |                                                       |                                                       |            |  |
|  |                                                       |                                                       |  |                                                       |                                                       |            |  |
|  |                                                       |                                                       |  |                                                       |                                                       |            |  |
|  |                                                       |                                                       |  |                                                       |                                                       |            |  |
|  |                                                       |                                                       |  |                                                       | 12 Set, 2008 - Ginásio da Universidade de Agricultura |            |  |
|  |                                                       |                                                       |  |                                                       |                                                       |            |  |
|  |                                                       |                                                       |  |                                                       |                                                       |            |  |
|  |                                                       |                                                       |  |                                                       |                                                       |            |  |
|  |                                                       |                                                       |  |                                                       |                                                       |            |  |
|  |                                                       |                                                       |  |                                                       | Medalha de Bronze                                     |            |  |
|  | 12 Set, 2008 - Ginásio da Universidade de Agricultura | 12 Set, 2008 - Ginásio da Universidade de Agricultura |  | 12 Set, 2008 - Ginásio da Universidade de Agricultura | 12 Set, 2008 - Ginásio da Universidade de Agricultura |            |  |
|  |                                                       |                                                       |  |                                                       |                                                       |            |  |
|  |                                                       |                                                       |  |                                                       |                                                       |            |  |

### Semifinais
| 12 de Setembro, 2008 | 1º Colocadodo Grupo A         |  | 2º Colocadodo Grupo B | Ginásio da Universidade de Agricultura da China |
| 12 de Setembro, 2008 | Set 1 Set 2 Set 3 Set 4 Set 5 |  |                       | Ginásio da Universidade de Agricultura da China |

| 12 de Setembro, 2008 | 1º Colocadodo Grupo B         |  | 2º Colocadodo Grupo A | Ginásio da Universidade de Agricultura da China |
| 12 de Setembro, 2008 | Set 1 Set 2 Set 3 Set 4 Set 5 |  |                       | Ginásio da Universidade de Agricultura da China |

### Disputa Pela bronze
| 15 de Setembro, 2008 | Perdedor do Jogo 15           |  | Perdedor do Jogo 16 | Ginásio da Universidade de Agricultura da China |
| 15 de Setembro, 2008 | Set 1 Set 2 Set 3 Set 4 Set 5 |  |                     | Ginásio da Universidade de Agricultura da China |

### Disputa pela ouro
| 15 de Setembro, 2008 | Vencedor do Jogo 15           |  | Vencedor do Jogo 16 | Ginásio da Universidade de Agricultura da China |
| 15 de Setembro, 2008 | Set 1 Set 2 Set 3 Set 4 Set 5 |  |                     | Ginásio da Universidade de Agricultura da China |

## Disputa do 5° ao 8° lugar
|  | Semifinais                                            | Semifinais                                            |  |                                                       | Semi-final                                            | Semi-final |  |
|  |                                                       |                                                       |  |                                                       |                                                       |            |  |
|  | 11 Set, 2008 - Ginásio da Universidade de Agricultura |                                                       |  |                                                       |                                                       |            |  |
|  |                                                       |                                                       |  |                                                       |                                                       |            |  |
|  |                                                       |                                                       |  |                                                       |                                                       |            |  |
|  |                                                       |                                                       |  |                                                       |                                                       |            |  |
|  |                                                       |                                                       |  |                                                       | 11 Set, 2008 - Ginásio da Universidade de Agricultura |            |  |
|  |                                                       |                                                       |  |                                                       |                                                       |            |  |
|  |                                                       |                                                       |  |                                                       |                                                       |            |  |
|  |                                                       |                                                       |  |                                                       |                                                       |            |  |
|  |                                                       |                                                       |  |                                                       |                                                       |            |  |
|  |                                                       |                                                       |  |                                                       | Medalha de Bronze                                     |            |  |
|  | 11 Set, 2008 - Ginásio da Universidade de Agricultura | 11 Set, 2008 - Ginásio da Universidade de Agricultura |  | 11 Set, 2008 - Ginásio da Universidade de Agricultura | 11 Set, 2008 - Ginásio da Universidade de Agricultura |            |  |
|  |                                                       |                                                       |  |                                                       |                                                       |            |  |
|  |                                                       |                                                       |  |                                                       |                                                       |            |  |

### Semifinais
| 11 de Setembro, 2008 | 3º Colocadodo Grupo A         |  | 4º Colocadodo Grupo B | Ginásio da Universidade de Agricultura da China |
| 11 de Setembro, 2008 | Set 1 Set 2 Set 3 Set 4 Set 5 |  |                       | Ginásio da Universidade de Agricultura da China |

| 11 de Setembro, 2008 | 3º Colocadodo Grupo B         |  | 4º Colocadodo Grupo A | Ginásio da Universidade de Agricultura da China |
| 11 de Setembro, 2008 | Set 1 Set 2 Set 3 Set 4 Set 5 |  |                       | Ginásio da Universidade de Agricultura da China |

### 7° e 8° lugar
| 13 de Setembro, 2008 | Perdedor do Jogo 13           |  | Perdedor do Jogo 14 | Ginásio da Universidade de Agricultura da China |
| 13 de Setembro, 2008 | Set 1 Set 2 Set 3 Set 4 Set 5 |  |                     | Ginásio da Universidade de Agricultura da China |

### 5° e 6° lugar
| 13 de Setembro, 2008 | Vencedor do Jogo 13           |  | Vencedor do Jogo 14 | Ginásio da Universidade de Agricultura da China |
| 13 de Setembro, 2008 | Set 1 Set 2 Set 3 Set 4 Set 5 |  |                     | Ginásio da Universidade de Agricultura da China |

## Medalhistas
| Ordem | País | Medalha de ouro | Medalha de prata | Medalha de bronze |  |
| ----- | ---- | --------------- | ---------------- | ----------------- |  |